# Tres alcobas
 Tres alcobas  es una película coproducción de Argentina y España dirigida por Enrique Carreras sobre el guion de Emilio Villalba Welsh según la obra teatral de Luis Tejedor que se estrenó el 24 de septiembre de 1964 y que tuvo como protagonistas a Manuel De Sabattini, Julia Sandoval, Pepita Martín y Osvaldo Miranda. Fue filmada parcialmente en Córdoba y Mar del Plata.

## Sinopsis
Un entrometido complica la luna de miel de una pareja.

## Reparto
- Manuel De Sabattini
- Julia Sandoval
- Pepita Martín
- Osvaldo Miranda
- Pedro Quartucci
- Inés Moreno
- Julio Arroyo

## Comentarios
Horacio Verbitsky dijo de la película en El Siglo:

”Sainete, revista, vodevil y turismo.”

Por su parte Manrupe y Portela escriben:

”Aburrida comedia, con demasiadas palabras y muchos paisajes.”